# ジャワハルラール・ネルー

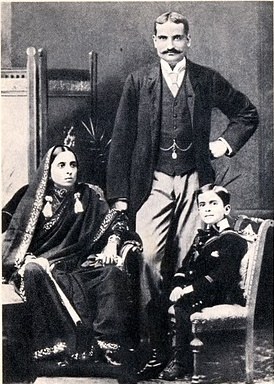
ネルー一家（1890年代）

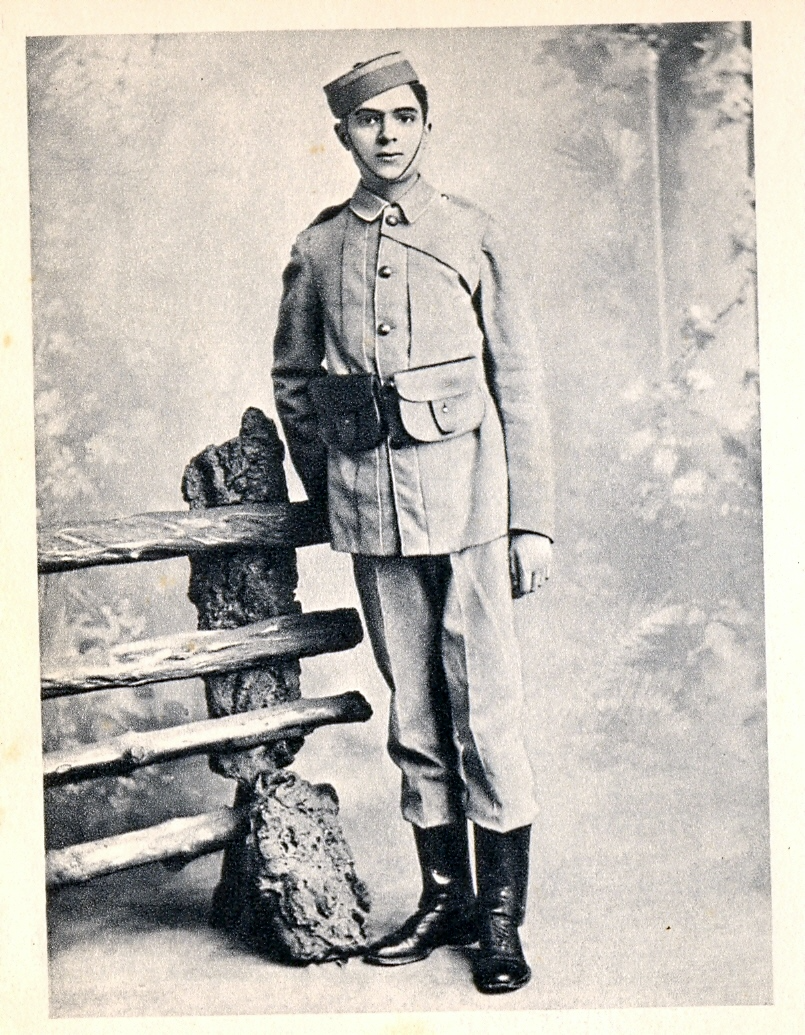
士官候補生の制服を着たネルー（英国・ハーロー校）

ジャワハルラール・ネルー（ネール） （जवाहरलाल नेहरू, Jawaharlal Nehru [ˈdʒəʋaːɦərˈlaːl ˈneːɦru] ( 音声ファイル), 1889年11月14日 - 1964年5月27日）は、インドの初代首相。インド国民会議議長。インド独立運動の指導者。著述家。名前の最初に、「学者（最高位のバラモン）」という意味の「パンディト（पंडित, Pandit）」が付けられる場合もある。ファーストネームの「Jawāharlāl」は、ペルシア語起源で「ルビー」を意味する。
インド国民会議派の一員としてマハトマ・ガンディーとともにインド独立運動の最も著名な指導者となり、1947年に独立を達成したインドの初代首相に就任した。国際政治では非同盟運動を提唱し、「第三世界」の中心的人物として注目された。内政では民主主義体制を堅持して政教分離を唱え、国内の経済政策では社会主義を唱え計画経済を推進したが、成功を収めるには至らず、晩年に行き詰まりを見せる中、死亡した。
死後に娘のインディラ・ガンディーは第5代・第8代首相、孫息子のラジーヴ・ガンディーは第9代首相となり、一族は「ネルー・ガンディー王朝」と揶揄されるようになった。

## 生い立ち
1889年、英領インド北部・北西州のイラーハーバード（現在はウッタル・プラデーシュ州に属する）の富裕なバラモン階級の家柄に生まれる。父のモティラル・ネルーは弁護士であり、インド国民会議派の独立運動家として活動し、議長に選出されたことがある。また、モティラルは神智学に傾倒しており、その伝手でアニー・ベサントと知り合う。
ネルーはイギリスに渡り、名門ハーロー校に入学する。同校を卒業した後、ケンブリッジ大学のトリニティ・カレッジに入学し、自然科学を専攻した。1910年に同大学を卒業。そして1912年に弁護士資格を取得して帰郷した。

## 独立運動
しかしネルーはそれから間もなくインド独立運動に身を捧げ、インド国民会議派の幹部としてマハトマ・ガンディーやスバス・チャンドラ・ボースなどと共にイギリスからの独立運動を指導するようになる。
アニー・ベサントの側近として全インド自治同盟で力をつけ、1928年にネルーは「ネルー報告」を発表し、インドの即時独立を求めた。ただしこの報告には、1916年に国民会議派が約束したムスリムの分離選挙を反故にし、さらにムスリムの議席数の確保を否定する内容が含まれていたので、全インド・ムスリム連盟を中心とするムスリムとの対立を招くことになる。
また、1923年に党内対立から国民会議の一派閥としてチッタランジャン・ダースと共にスワラージ党を結党していたが、ガンディーに懐柔されて1929年に父モティラル・ネルーから国民会議の議長の座を引き継いだ。ネルーを議長とした同年の国民会議ラホール大会では「プールナ・スワラージ（完全独立）」が採択される。コミンテルン系である帝国主義反対連盟のメンバーでもあった。
その後もネルーは1936年、1937年、1946年にも国民会議の議長に選出されているが、その間何度も投獄を経験した。獄中生活は通算で10年に及ぶ。獄中でネルーは『父が子に語る世界歴史』（1934年）や『自伝』（1936年）、『インドの発見』（1946年）といった著書を完成させている。1942年8月には、第二次世界大戦へのインドの協力の折衝が不調に終わったことを受け「クイット・インディア」（インドから出ていけ）運動が起きたが、その直前にネルーはガンディーや他の国民会議派指導者とともに逮捕され投獄された。

## 暫定政府と分離独立
第二次世界大戦後、1945年から1946年にかけてインドでは選挙が実施されることとなった。この時、日本軍との戦争協力のため反逆罪として逮捕されたインド国民軍兵士への裁判が行われたが、ネルーはこの裁判で弁護士として彼らの無罪を訴え、国民会議派もそれを争点の一つとした。この選挙において国民会議派は大勝したものの、当時は各宗派別の選挙（分離選挙制）が敷かれており、ムスリム選挙区においてはムハンマド・アリー・ジンナー率いる全インド・ムスリム連盟が議席を独占して、事実上宗派別の二大政党となった。新議会でネルーは、フランス領インドシナやオランダ領インドネシアといった、第二次世界大戦で日本軍が占領していた地域に投入されていたインド植民地軍の撤退を要求し、1946年中にそれは実行されたが、こうした動きはイギリスの植民地政策の前提を掘り崩すものであり、インド独立はこの時点で避けられないものとなった。
イギリスは独立国家像としてヒンドゥーとイスラムの2つの連邦を傘下に収めるインド連邦を提案したもののネルーは拒否し、ここから両派の対立は激化していった。1946年9月には暫定政府が成立してネルーは首班となったが、両派の対立は好転せず、1947年6月には総督ルイス・マウントバッテンが8月15日のインド・パキスタン分離独立を発表し、結局その発表通りにインドとパキスタンは8月15日に分離独立し、ネルーは独立インドの初代首相に就任した。

## ネルー政権
第1次ネルー内閣は首相・外相であるネルーのほか、副首相・内相には藩王国併合に功のあったヒンドゥー主義寄りのヴァッラブバーイー・パテール（サルダール・パテール）、法相には不可触民出身の反カースト運動指導者であるビームラーオ・アンベードカルを任命するなど、左右両派から広く人材を集めた構成となっていた。また、閣内多数派は議会内で圧倒的多数を占める国民会議派であったが、指定カースト連盟のアンベードカルやヒンドゥー・マハーサバーのシャヤマ・プラサド・ムカジーなどの野党政治家も入閣していた。
ネルー政権がまずやらなければならなかったことは、独立時の混乱とそれによって発生した大量の難民への対応だった。その混乱の中でインドの精神的指導者であったマハトマ・ガンディーが独立後まもなく、1948年1月30日に暗殺されると、国民会議派はネルーと副首相であるパテールの二人の指導者による二頭体制となった。社会主義的で政教分離を旨とするネルーと、ヒンドゥー教寄りでパキスタンやマイノリティに強硬な態度を取り資本主義寄りであるパテールはしばしば対立したが、1950年にパテールが死去すると会議派内にネルーに対抗できる政治家はいなくなり、ネルーは党内の指導権を確立した。

### 内政
ネルー政権下の内政でまず手を付けられたのは、インド憲法の制定である。憲法起草委員会の議長には法相のアンベードカルが就任した。インド憲法は1949年11月26日に憲法制定議会で成立し、1950年1月26日に施行された。この憲法では分離選挙の廃止と普通選挙制の導入、基本的人権の尊重、議院内閣制などが定められた。この時最も激しい議論の対象となったのは、各宗教・社会集団に対する留保措置の導入である。これまで導入されていた少数派集団（とくにムスリム）への分離選挙制の廃止は既定路線だったため、それに代わる措置をどこまで認めるかが焦点となった。留保措置に一貫して反対するパテールに対し、ネルーは途中までこの問題に対する態度を明らかにしなかったが、1948年4月に留保措置の対象を後進諸集団に限るべきという意見を表明し、最終的にムスリムやシク教徒への留保措置は認められなかった。そのかわり、アンベードカルに代表される指定カースト（旧不可触民）や奥地の後進諸民族に対する留保措置は認められることとなり、憲法に規定がなされた。
ネルー政権の内政の柱となったのは社会主義と政教分離主義である。独立時に分離したパキスタンがイスラム教を柱とした国家を標榜した以上、インドとしては対抗上、国民の多数を占めるヒンドゥー教徒だけでなく、ムスリムやシク教徒、その他諸宗教の信徒も含めたすべての人々を国民と認め、宗教と国家を明確に分離した態度を示す必要があった。分離独立時に大量の難民が発生したこともあり、これは宗教間の寛容や融和を示すものとして基本的には歓迎された。また政教分離を掲げることにより、藩王はヒンドゥー教徒だが住民の多くがイスラム教徒であるカシミール地方の領有権を主張することも可能になり、また少数派諸宗教のこれ以上の分離独立を拒否する根拠ともなった。
内政的には、普通選挙制を導入して民主主義体制を堅持し、インドを世界最大の民主主義国家とした。一方で、ネルー率いるインド国民会議派は国内唯一の全国政党であり、政治的にも左派から右派までの包括政党として広い支持基盤を持ち、さらに各地の地方ボスの多くを抑えていたうえ、高い理想に基づく政治や彼の立ち居振る舞い、廉潔さ、さらにはマハトマ・ガンディーに後継者に指名されたことなどはネルーにガンディーに勝るとも劣らないカリスマ性を与え、国民会議派は選挙に勝利し続けた。ネルー政権下のインドは一党優位政党制国家となり、ネルーが死去するまで政権交代は一度もおこらなかった。
英領インド時代にはインド高等文官（Indian Civil Service）と呼ばれる高級官僚が植民地統治に従事していたが、従来この試験に合格するものは圧倒的に本国イギリス人によって占められており、国民会議派は高等文官のインド人化を要求していた。しかし1922年に試験を英印両国で行うようになって以来インド人の割合は急増し、独立時にはインド人の方が割合が高くなっていた。ネルーは独立後、イギリス人高等文官には全員退職を求めたものの、インド人高等文官は諸特権とともに引き続き勤務を認め、また制度もインド高等行政官（Indian Administrative Service）と改称したうえで存続させた。

### 領土の統合と再編
ネルー政権は、国内の政治的統合にも力を入れた。政権発足時にまず問題となったのが、各地に残存する藩王国である。副首相であるヴァッラブバーイー・パテールの交渉によって領域内のほとんどの藩王国はインド併合を選んだものの、北端のジャンムー・カシュミール藩王国、グジャラートのジュナーガド藩王国、デカン地方のニザーム藩王国（ハイダラーバード藩王国）の3つの藩王国は併合を拒んでいた。このうち、まずジュナーガドは独立後すぐにインド軍が侵攻して併合された。ジャンムー・カシュミールの帰属はパキスタンとの激しい争奪戦となり、1947年に第一次印パ戦争が勃発した。1949年に停戦を迎えるものの、カシュミールはインドの支配するジャンムー・カシュミール州とパキスタンの支配するギルギット・バルティスターン州及びアーザード・カシミールに分割され、さらにその後もその帰属をめぐってカシミール紛争が継続することとなった。ニザームはその後も独立の姿勢を崩していなかったが、1948年9月のポロ作戦によってインド軍が侵攻し併合され、最後の藩王国が消滅してこの問題は解決した。
藩王国消滅後も、フランス領インドおよびポルトガル領インドといった植民地がいまだ残存していたものの、ネルー政権はこれらの回収も行い、1954年にはフランス領インドがインドに返還され、ポンディシェリ連邦直轄領となった。1961年にはアントニオ・サラザール政権の下であくまでも返還を拒んでいたポルトガル領のゴアなどを武力占領し、ゴア州、ダマン・ディーウ連邦直轄領、ダードラー及びナガル・ハヴェーリー連邦直轄領を設置。これによってインド国内の植民地はすべて消滅した。
一方で、宗教的・民族的な分離運動が抑制されたことで、民衆の文化面でのエネルギーは言語と行政境界との一致、すなわち言語州の創設運動へと向かった。ネルーはこの動きも分離運動につながるとして否定していたが、最終的に承認を余儀なくされ、1956年以降言語州への再編が進められることとなった。この時にほとんどの州の再編は認められたが、ボンベイ州とパンジャーブ州の再編はずれ込んだ。ボンベイ州は最大都市ボンベイ（ムンバイ）の扱いを巡って、市の人口の多数を占めるマラーティー人とグジャラート人の対立が続き、調整がつかなかったためである。結局この問題は1960年に、ボンベイ州が分割されてグジャラート人のグジャラート州とマラーティー人のマハーラーシュトラ州が成立し、ボンベイはマハーラーシュトラ州に含まれることで一応の解決を見た。パンジャーブ州はヒンディー語話者が多数を占める東部とパンジャーブ語話者が多数を占める西部の分割を望んでおり、なかでも西部を基盤とする地域政党アカリ・ダルは熱心にこれを推進していたのだが、同党はシク教を基盤とする宗教政党であり、シク教の分離運動につながることを懸念したネルー政権は州再編の許可を出さなかった。結局、同地域の州再編はネルー死後の1966年までずれ込んだ。このほか、独立以来分離反乱の続いていた東端のナガランド地区においても、1963年には州設置が行われた。
また、パキスタンの分離独立によって分割されることになったパンジャーブ州の新州都としてチャンディーガル市の建設を決定した際、この新都市をインドの伝統にとらわれない現代的な都市にすることを目指し、ル・コルビュジエへと都市計画を依頼した。この都市計画には賛否両論があるものの、チャンディーガル市は現在でもル・コルビュジエの代表作のひとつとされている。

### 経済
首相となったネルーは自ら社会主義者である事を宣言し、国家が経済を主導する計画経済を推進した。1951年には第一次五カ年計画による経済開発政策を打ち出し、その後も5年ごとに五カ年計画が発表された。特に1956年の第二次五か年計画以降は統計学者のプラサンタ・チャンドラ・マハラノビスが中心となって重工業中心の計画（マハラノビス・モデル、またはネルー・マハラノビス・モデル）が立案された。ネルーは、企業の私有は認めるものの、民間部門に厳しい規制をかけ、公共部門が基幹産業を管理する混合経済体制を築いた。また、外資の流入を制限し、国内産業を保護して、輸入品から国産品への代替を推進することで工業化を目指す輸入代替工業化政策を採用し、特に重工業を重視する一方、農業や初等教育への投資は軽視された。
しかしこの経済政策は、相対的に見て失敗だったと考えられている。技術力や工業力、それに農業生産などは確かに上昇したものの、それは非常に緩やかなものにとどまり、国民の多くは貧しいままだった。特に農業や綿工業といった国民の多くの従事する伝統的経済分野の軽視、それに農地改革の低調さは経済の低迷と食糧不足を招くこととなった。また初等教育の軽視は識字率の停滞を招いた。

### 外交
ネルーは独立時に首相兼任で外務大臣に就任し、以後もその死まで兼任を続けていた。
パキスタンとの関係以外で外交上まず問題となったのは、イギリス連邦（コモンウェルス）との関係だった。当時のイギリス連邦は「イギリス国王に対する共通の忠誠」を加盟条件としており、立憲君主制国家であることを前提としていたのである。この問題に関して1948年にネルーとイギリスのクレメント・アトリー首相との間に書簡が交換されたが、この中でネルーはインドは共和制を志向すること、およびイギリス連邦諸国との関係の維持を求めた。これを受けてイギリス連邦は国王への忠誠を条件から削除し、1950年にインド憲法によって共和制を取ったのちもインドは連邦に引き続き加盟することとなった。

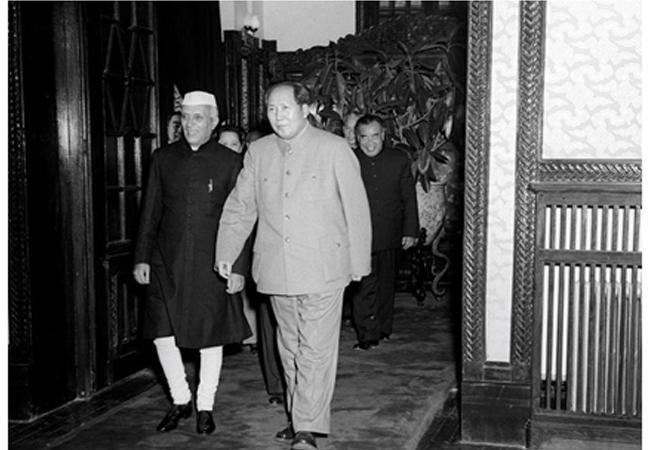
北京にて、ネルーと毛沢東（1954年）

1950年3月17日、インドは外交政策として非同盟政策をとると明言。以後「非同盟・中立」の外交を推進した。1950年にインドは中華人民共和国を非共産圏ではビルマに次いで国家承認して最初に大使館を設置した国となった。1954年4月、中華人民共和国の周恩来とともに領土主権の尊重、相互不可侵、内政不干渉、平等互恵、平和共存の5つからなる「平和五原則」を掲げ、同年10月には訪中して毛沢東と会談した。翌1955年には第三世界の中心的存在として、周恩来、インドネシア大統領のスカルノ、エジプト大統領のナセルと共にアジア・アフリカ会議（バンドン会議）を開催した。この会議では反帝国主義・反植民地主義を謳い、前述の平和五原則を拡充した「平和十原則」が定められた。1957年には周恩来によるネルーへの提案で中印友好の証としてナーランダ大学に玄奘三蔵の舎利が分骨された。
しかし、「ヒンディ・チニ・バイ・バイ」（中国とインドは兄弟）を掲げてネルーが接近した中華人民共和国とは、ダライ・ラマ14世とチベット亡命政府をインドが中国から匿ったことや国境線などをめぐって決裂し、1962年には中印国境紛争が勃発するが、この紛争はインドの敗北という結果に終わってしまった。
ウッドロー・ウィルソン国際研究センターの冷戦史プロジェクトによると、1950年代には、ネルーが中国の代わりにインドを国連安全保障理事会の常任理事国にするという提案を2度受けたが、2度とも断った。これは中国との関係が悪化することを恐れた結果とされる。インドの外務大臣であるスブラマニヤム・ジャイシャンカルは、2024年3月の演説で、中国に対する配慮が現在も続いていることを認めている。

## 死去
1964年5月27日、ネルーは首相在任途中で心臓発作により死去する。遺体は荼毘に付され、墓としてシャンティ・ヴァナが建立された。政権はいったんグルザーリーラール・ナンダーが首相代理となったのち、ラール・バハードゥル・シャーストリーが正式に後継の首相に選出された。しかしシャーストリーは1966年に急死し、同年国民会議派はネルーの娘であるインディラ・ガンディーを首相に就任させることとなった。

## 家族
妻カマラ・ネルーとは1916年に結婚。妻もまた独立運動に参加したが、1936年に結核で死亡した。妻との一人娘にインドの第5代・第8代首相となるインディラ・ガンディー、孫（インディラの子）に第9代首相となるラジーヴ・ガンディーがいる。のちにこれは「ネルー・ガンディー王朝」とも呼ばれるようになるが、ネルー存命中にはインディラが1959年にインド国民会議総裁に就任し1年で辞任した程度で、特段の世襲化の動きはなかった。

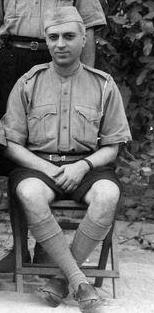
カーキ色の制服を着たネルー
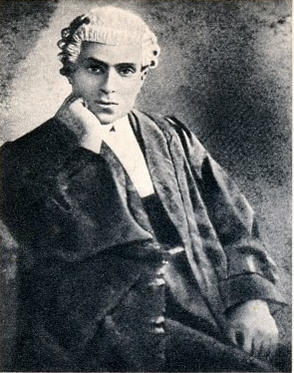
アラハバード裁判所のネルー
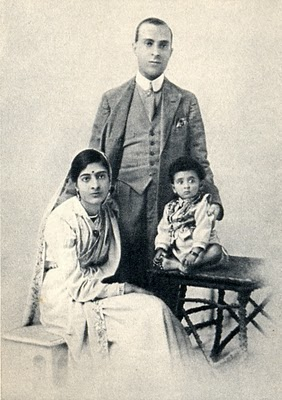
妻カマラと娘とともに（1918年）
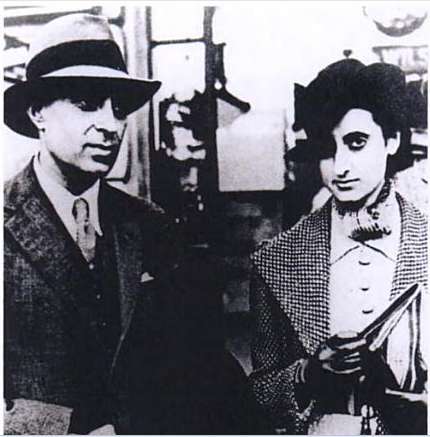
ネルーと娘インディラ（1930年代）
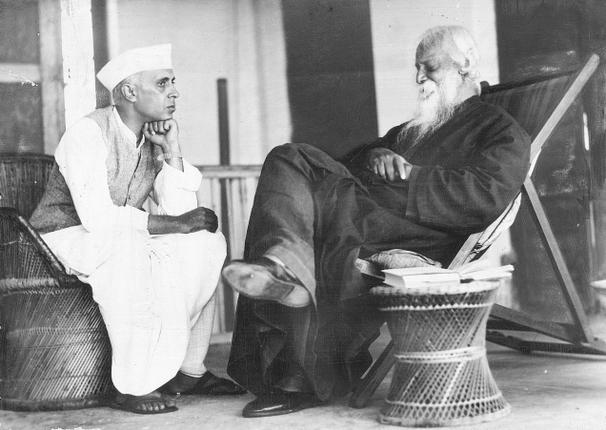
ネルーとタゴール（1940年）
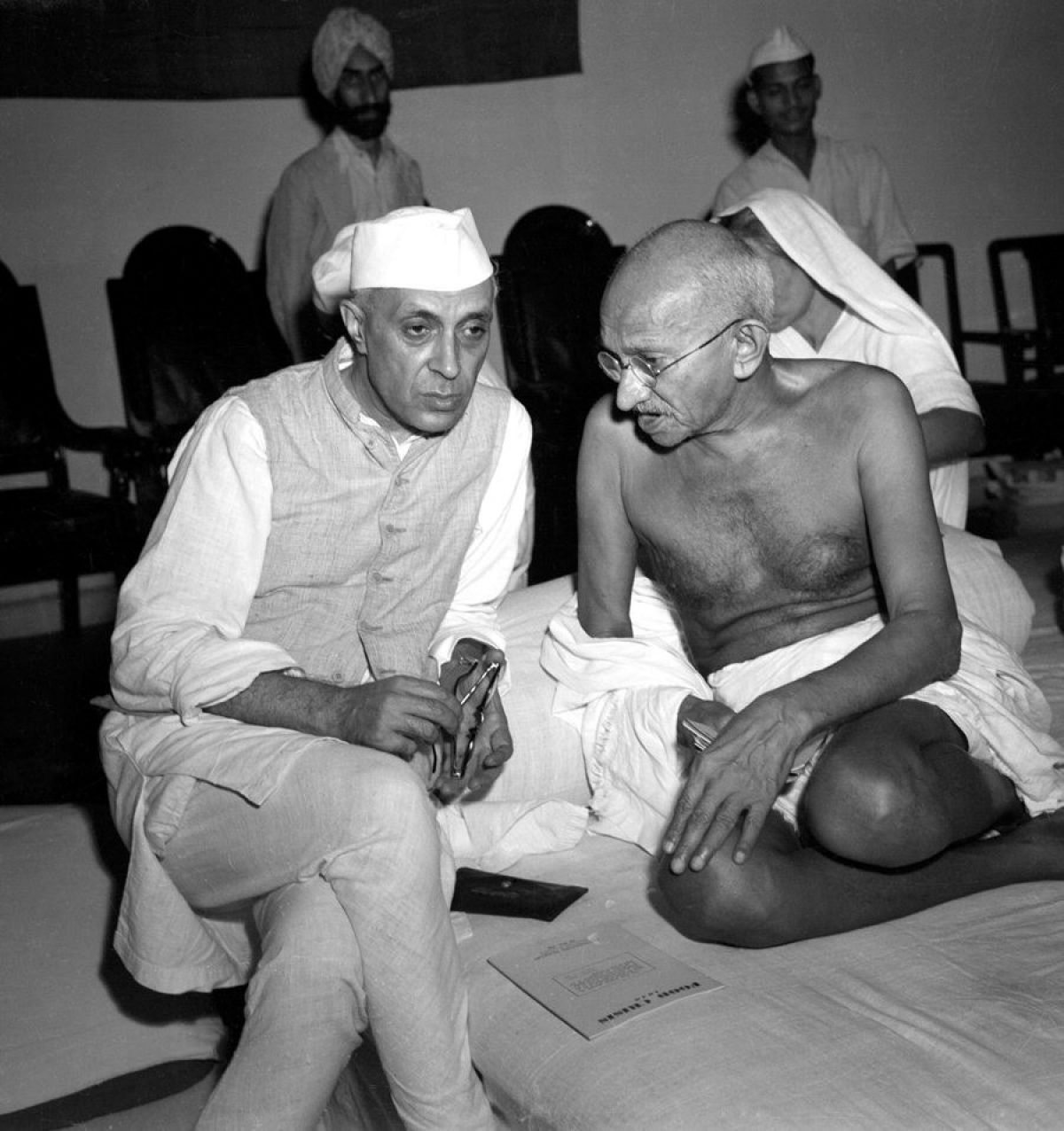
ネルーとガンディー（1942年）
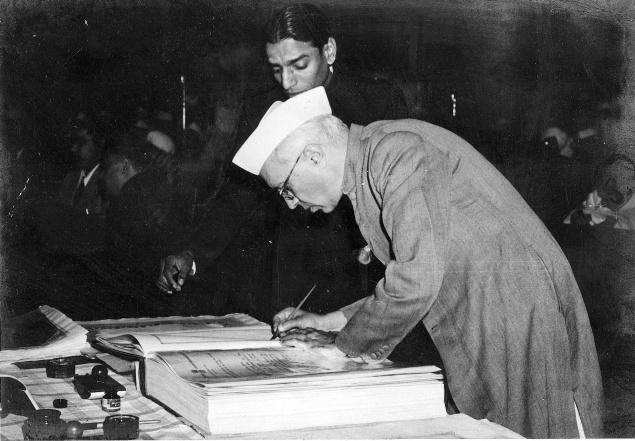
インド憲法に署名するネルー（1950年）
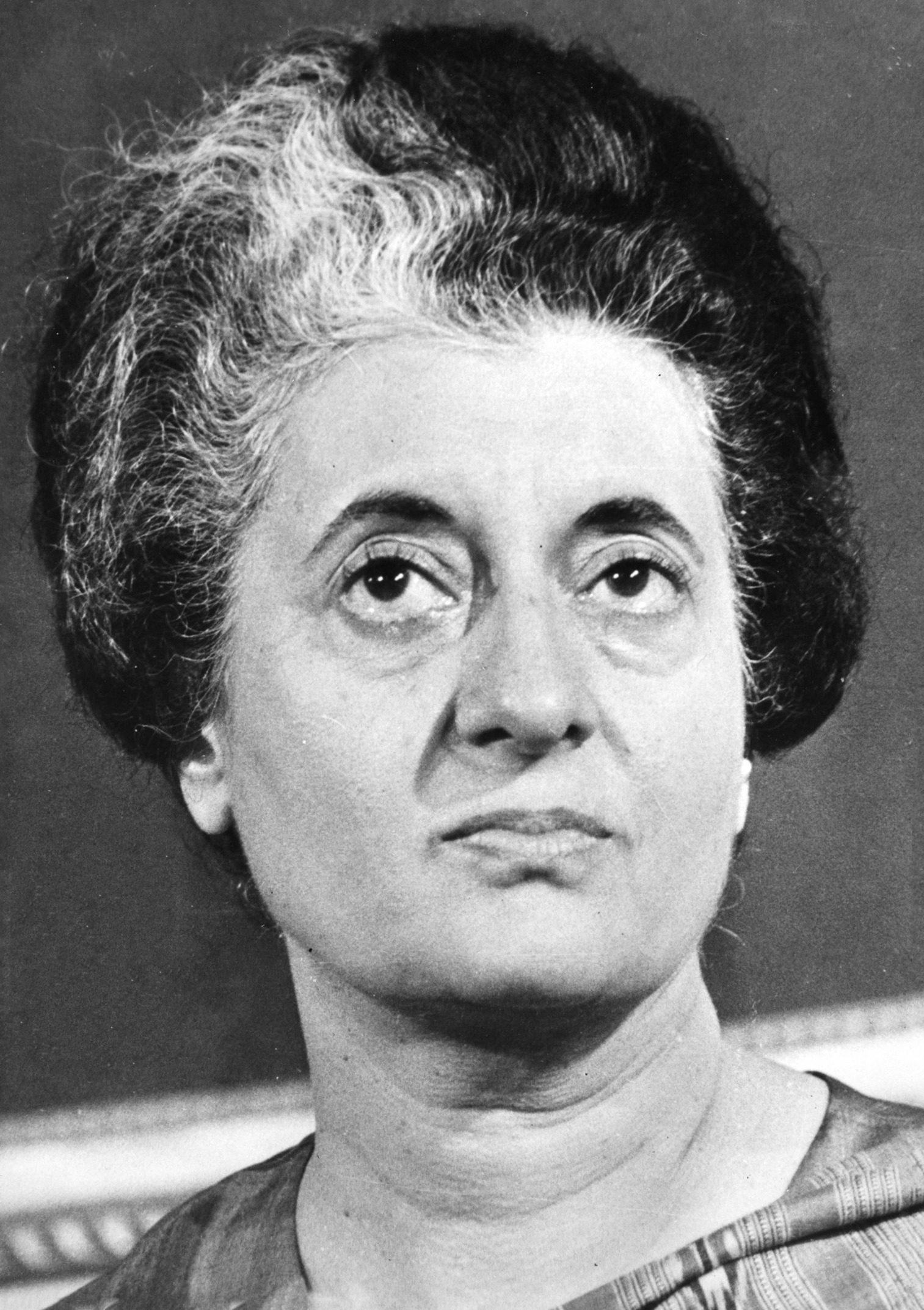
インディラ・ガンディー（1977年）
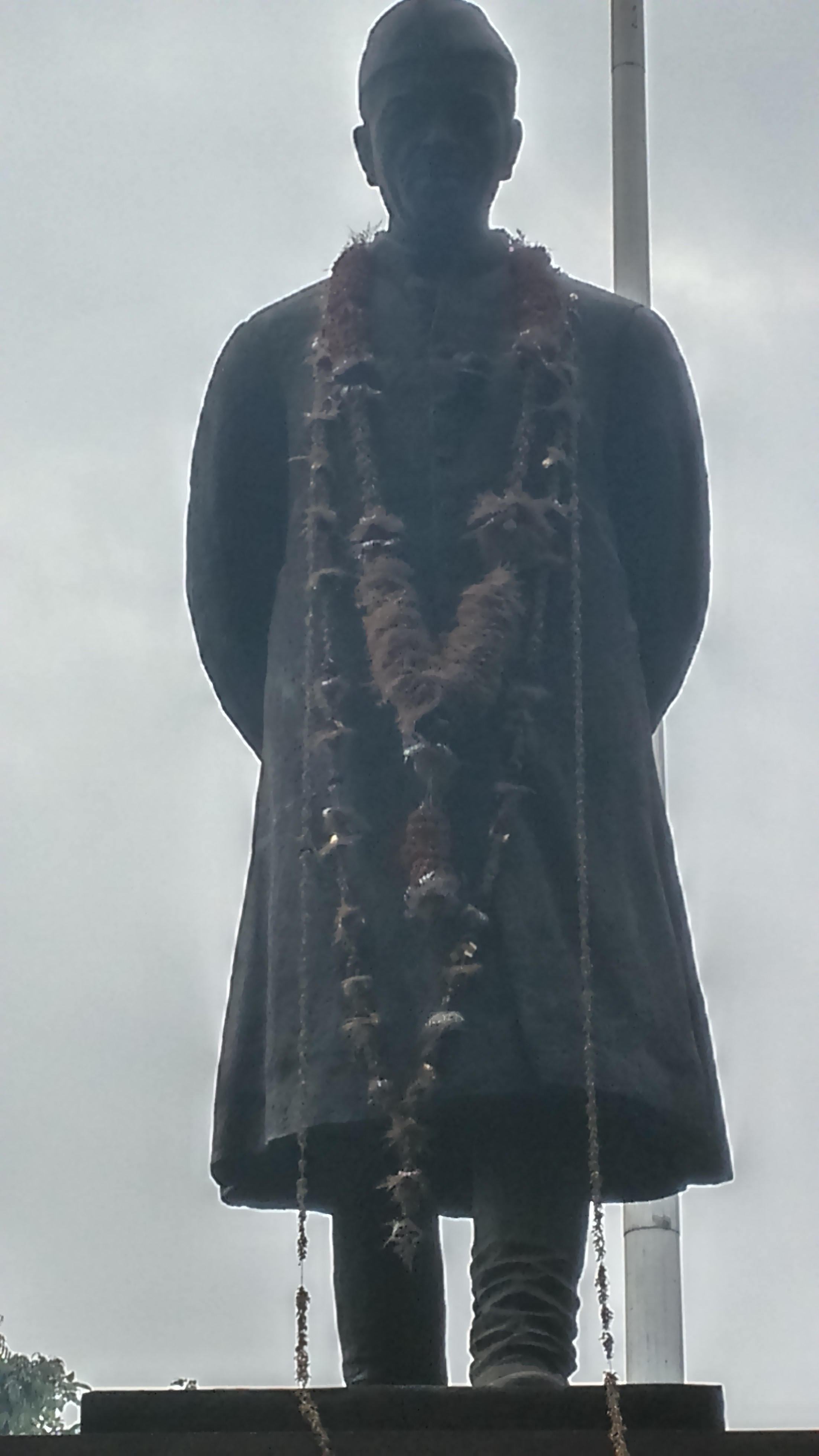
コルカタのネルー像
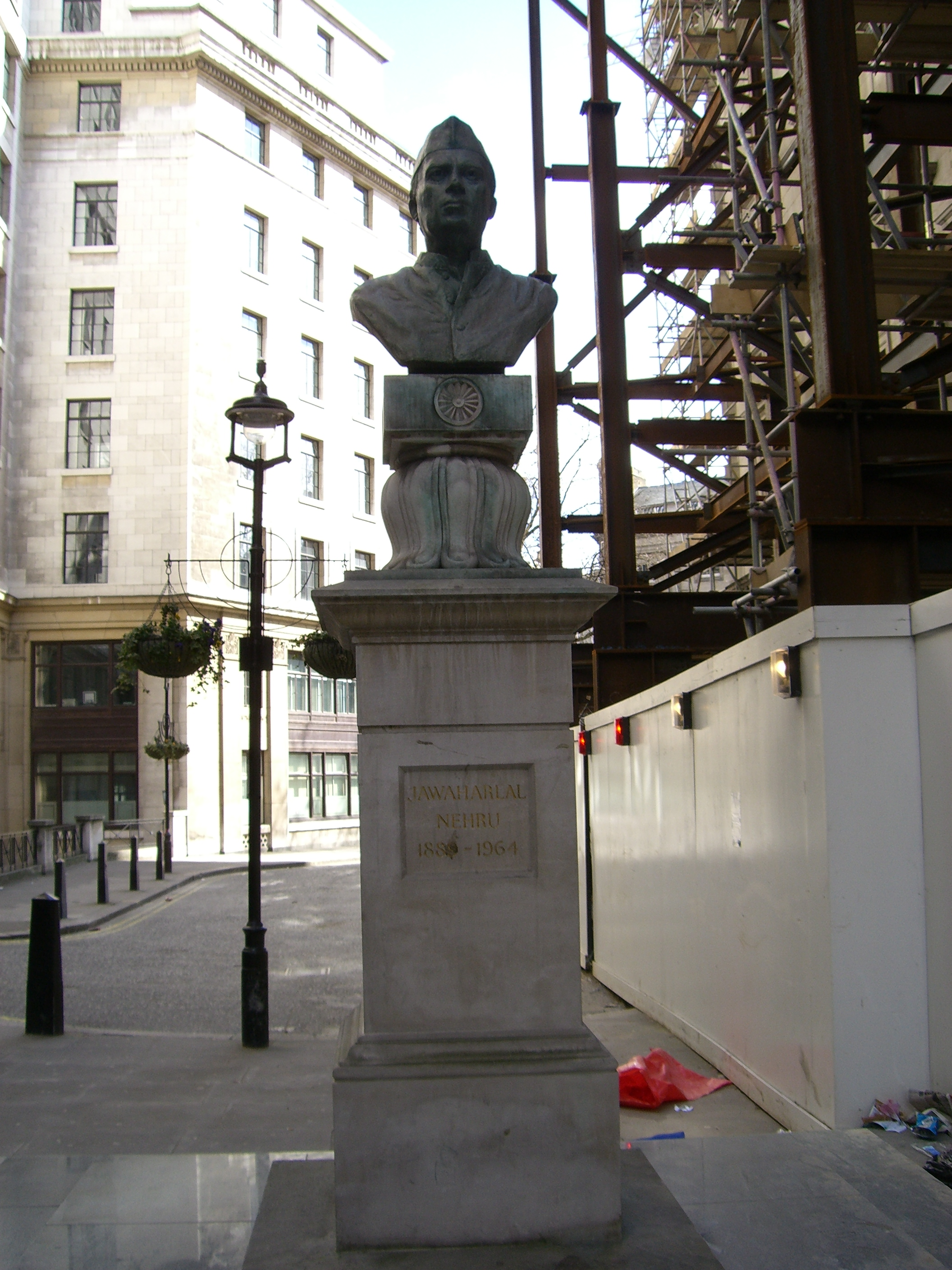
ネルーの胸像（ロンドン・オールドウィッチ）

## 日本との関連

### 日露戦争称賛と帝国主義批判
日露戦争の際には日本が白人国であるロシアを打ち破ったことについて欧米列強の植民地支配にあえぐアジア諸国民が自らの力でそれを打破することができるということを示したと賞賛した。
しかしその後にネルーは「日本は近隣諸国を植民地支配下に置き、欧米諸国の帝国主義と同じ道を歩んだ」と批判するようになった。『父が子に語る世界史』では、日露戦争とその結果について、日本の勝利がいかにアジア諸民族を勇気付けたか、それにも関わらずその結果は「日露戦争のすぐ後の結果は、一握りの侵略的帝国主義グループにもう一国を加えたというに過ぎなかった」 のであって、その悲惨を最初に舐めたのは朝鮮であったとして、日本が抑圧されていたアジアの民の期待に沿わなかったことを批判した。
後述する1957年の来日時の国民歓迎大会においても、アジアの共通性をもとに日印のみならずアジアの時代に期待する演説をしながらも、同時に第二次世界大戦に至るまでの日本の植民地主義を批判するのも忘れず、日本の近代化への対応を称賛しながら、かつて日本が西欧の力の論理に追従し、他のアジア諸国を抑圧したことを引き合いに出して、技術の進歩に見合った精神性が欠如していたと指摘している。
1957年5月24日、インドを訪問した岸信介首相を歓迎する国民大会が開催され、3万人の群衆の中、ネルーは日露戦争における日本の勝利がいかにインドの独立運動に深い影響を与えたかを語ったうえで、「インドは敢えてサンフランシスコ条約に参加しなかった。そして日本に対する賠償の権利を放棄した。これは、インドが金銭的要求よりも友情に重きを置くからにほかならない」と演説した。

### インドゾウを寄贈
第二次世界大戦前、上野動物園には3頭のインドゾウが飼育されていたが、空襲の際に逃げ出し暴れるのを恐れた行政側により殺処分（実際には餓死）され（この際の顛末は戦後童話になった『かわいそうなぞう』に詳しい）、日本で生きたゾウを見ることが出来るのは名古屋市の東山動物園だけであった。
「東京でゾウが見たい」という子供たちの声は時の行政を動かし、各国にゾウの寄贈を打診する。ネルーは「日本の子供たちにゾウを見せてあげたい」と1頭のゾウを上野動物園に寄贈することを申し出る。このゾウには「インディラ」（ネルーの愛娘と同じ名前であり、彼が愛したインドの国の名そのもの）と名付けられ、1949年9月に上野動物園に到着、1983年に死亡するまで上野動物園のシンボルとして子供達に愛された。

### 仏舎利を寄贈
1954年（昭和29年）、日本とインドの友好と世界平和を祈念して、ネルーは10粒の仏舎利（釈迦の遺骨）を日本に贈呈した。これを受け、日本の各地に仏舎利塔が建立された（釧路市の日本山妙法寺、姫路市の名古山霊苑、熊本市西区の花岡山など）。

### 特別儀仗隊初の栄誉礼
1957年、陸上自衛隊内で特別儀仗隊が結成されたが、同隊が行った初の栄誉礼は同年に来日したネルーに対してであった。

### 来日
1957年5月当時の首相岸信介がアジア歴訪でインドを訪れ、ネルーが日本訪問を決定。同年10月4日に国賓として来日、8日には上野動物園を訪問、10月9日には広島を訪問し広島平和記念公園で開かれた市民歓迎集会に出席し、慰霊碑に花束を供え、原爆犠牲者の冥福を祈った。10月13日には共同コミュニティーケーションを発表した。

## 著書

### 日本語訳
- 印度の統一 （松本慎一訳、育生社弘道閣、1942年）
- 娘インディラへの手紙（脇山康之助訳、豊国社、1942年）
- ネール自叙伝 印度の最近の事象に関する冥想（竹村和夫、伊与木茂美共訳、国際日本協会、1943年）
- マハトマ・ガンジー（ガンジー平和連盟訳、朝日新聞社、1951年）
- 自由と平和への道 アメリカを訪れて（井上信一訳、社会思想研究会出版部、1952年）
- インドの発見（辻直四郎、飯塚浩二、蝋山芳郎訳、岩波書店、1953年）The Discovery of India, 1946.
- ネール自伝（磯野勇三訳、東和社、1953年、のち角川文庫）
- アジアの復活（宮西豊逸訳、文芸出版社、1954年）
- 父が子に語る世界歴史 第1-6（大山聡訳、日本評論新社、1954年、のちみすず書房）
- 古代史物語 父から娘への手紙（戸叶里子訳、日本評論新社、1955年）
- ネールは主張する（ティボール・メンデ共著、大山聡訳、紀伊国屋書店、1957年）
- 忘れえぬ手紙より 第1-3（森本達雄訳、みすず書房、1961年-1965年）
- ネール首相名演説集 英和対照（黒田和雄訳、原書房、1964年）
- ネルー 自叙伝（蝋山芳郎訳、中央公論社（世界の名著）、1969年）